# Пейково
Пейково (на гръцки: Άγιος Μάρκος, Агиос Маркос, до 1926 година катаревуса: Πεΐκοβον, Пейковон, димотики Πεΐκοβο, Пейково) е село в Егейска Македония, Гърция, дем Кукуш (Килкис) на административна област Централна Македония. Селото има население от 89 души (2001).

## География
Селото е разположено на 23 километра североизточно от град Кукуш (Килкис) и на 13 километра североизточно от Коркутово (Терпилос) в планината Карадаг (Мавровуни), на Пейкова река.

## История

### В Османската империя
В XIX век Пейково е турско село в каза Аврет Хисар (Кукуш) на Османската империя. В „Етнография на вилаетите Адрианопол, Монастир и Салоника“, издадена в Константинопол в 1878 година и отразяваща статистиката на населението от 1873 година, Пейкево (Peykevo) е посочено като селище в каза Аврет Хисар (Кукуш) с 65 домакинства, като жителите му са 200 мюсюлмани. Според статистиката на Васил Кънчов („Македония. Етнография и статистика“) в 1900 година Пейково има 815 жители турци.
При избухването на Балканската война в 1912 година един човек от Пейково е доброволец в Македоно-одринското опълчение.

### В Гърция
В 1913 година след Междусъюзническата война селото попада в Гърция. Населението му се изселва в Турция и на негово място са настанени гърци бежанци. През 1926 години селото е прекръстено на Агиос Маркос. В 1928 година селото е изцяло бежанско с 60 семейства и 194 жители бежанци.
| Име            | Име            | Ново име     | Ново име     | Описание                                                   |
| -------------- | -------------- | ------------ | ------------ | ---------------------------------------------------------- |
| Пейково        | Πεϊκόβου       | Мегалокамбос | Μεγαλόκαμπος | възвишение в Карадаг на СИ над Пейково (654,7 m)           |
| Папа Асламадес | Παπά Άσλαμάδες | Папас        | Παπάς        | местност в Карадаг на ЮИ от Пейково и на СИ от Лелово      |
| Харапади       | Χαραπάδες      | Каласмата    | Χαλάσματα    | връх в Карадаг на ЮИ от Пейково и на И от Лелово (943,6 m) |
| Кара тепе      | Καρά Λόφος     | Арапис       | Άράπης       | връх в Карадаг на ЮИ от Пейково и на СИ от Лелово (745 m)  |
| Кайнак         | Καϊνάκ         | Пиги         | Πηγή         | извор в Карадаг на ЮИ от Пейково и на СИ от Лелово (745 m) |
| Кавак          | Καβάκ          | Левки        | Λεύκη        | местност в Карадаг на И от Пейково                         |
| Орта Каран     | Άρτά Καράν     | Маври Зони   | Μαύρη Ζώνη   | връх в Карадаг на И над Пейково (898,4 m)                  |

## Личности
Родени в Пейково
- Димитър Иванов (1892 – ?), македоно-одрински опълченец, Солунски доброволчески отряд[9]